# Vincenzo Monti
Vincenzo Monti (n. 19 februarie 1754, Alfonsine, Emilia-Romagna, Italia – d. 13 octombrie 1828, Milano, Imperiul Austriac) a fost un poet, dramaturg și traducător italian.
Membru al cercului literar Arcadia, a fost ultimul exponent al neoclasicismului italian și precursor al romantismului.
Opera sa oglindește momentele și tendințele politicii contradictorii ale epocii, celebrează libertatea, democrația și pe Napoleon ca salvatorul Italiei.
A scris tragedii influențate de Shakespeare și a tradus Iliada.

## Scrieri
- 1793: Bassvilliana;
- 1800: La Mascheroniana;
- 1804: Il bardo della Selva Nera ("Bardul din Pădurea Neagră");
- 1788: Galeatto Manfredi;
- 1794: Aristodemo;
- 1802: Caio Gracco ("Caius Graccus").

## Vezi și
- Listă de scriitori italieni
- Listă de dramaturgi italieni
- Listă de poeți italieni